# Список аллегорических фигур

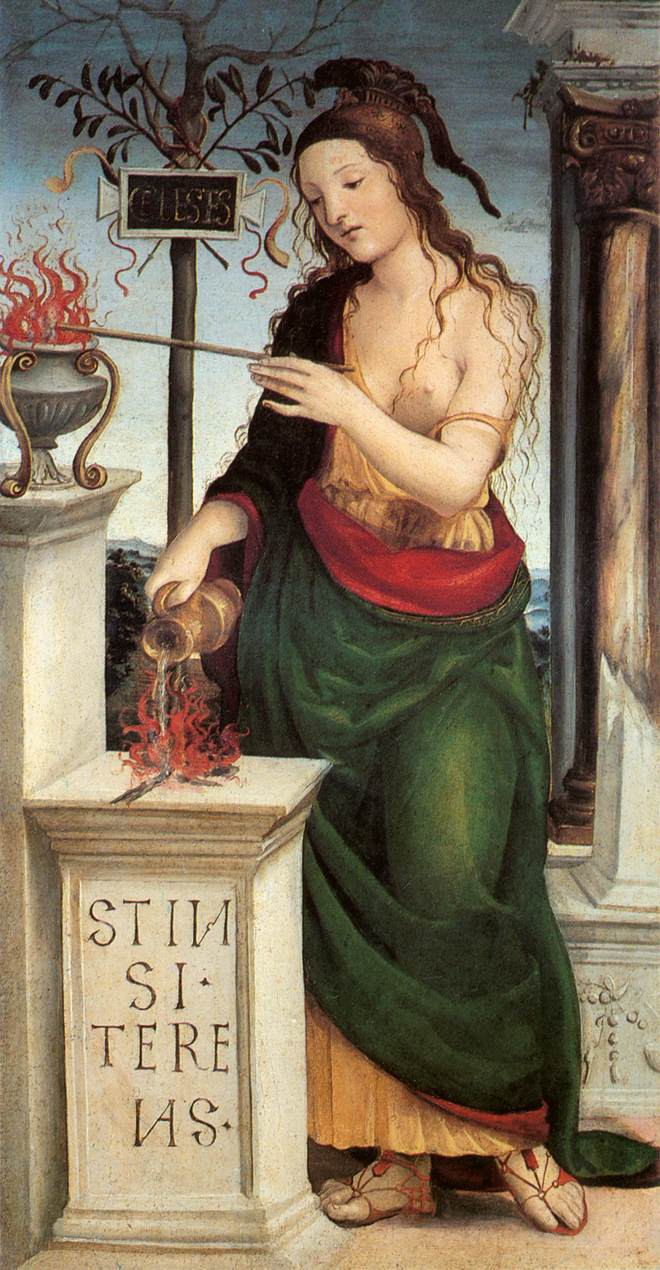
Содома. «Аллегория небесной любви»

Список аллегорических фигур в западноевропейском искусстве, персонификаций отвлеченных понятий в человеческом образе.
В скобках приведены атрибуты или персонажи, персонифицирующие понятие.

## По алфавиту
- Бдительность (журавль, лев, лампа, дракон с яблоками Гесперид)
- Бедность (лат. Inopia, как порок — старуха с опущенной рукой, держащей камень, что символизирует падение духа; как обет религиозных орденов — молодая женщина в лохмотьях)
- Благодарность (фигура, встречающаяся с Истиной)
- Верность (ключ, собака)
- Возмездие (Немезида с веревкой и вазой)
- Время (Янус — два его лица обозначают прошлое и будущее, из символики Благоразумия; Сатурн в виде старика с косой)
- Глупость (лат. Stultitia, шутовской наряд, шут)
- Искусство; живопись и скульптура — обезьяна (Ars simia naturae — «искусство — обезьяна природы»)
- Истина (обнаженная фигура, встречающаяся с Благодарностью)
- Жестокость (лат. — Crudelitas, в виде злобной фигуры, нападающей на младенца)
- Жизнь — в аллегории человеческой жизни двуликий Янус подает пряжу трем мойрам
- Кара, Наказание — Юдифь
- Кротость (агнец)
- Лень (лат. Acedia, Pigritia)
- Любовь (Любовь небесная и Любовь земная), также есть как христианская добродетель, см. ниже
- Мир (голубь, сожжение доспехов, оружия или попрание их колесами повозки, встреча с фигурой Справедливости)
- Невинность (агнец)
- Несчастье мужчины от коварной женщины — Юдифь, Аристотель и Кампаспа, Томирис.
- Отчаяние (повесившаяся женщина)
- Послушание — один из обетов религиозных орденов (верблюд, ярмо)
- Сила физическая (Геркулес) и ' 'моральная/мудрость (Минерва)
- Смерть (череп — Memento mori)
- Смирение (агнец, Юдифь)
- Согласие (пара голубей, обращённых друг к другу)
- Терпение (агнец, вол)
- Трусость (лат. Ignavia)
- Удобный случай (весы на острие лезвия, падающий на лоб локон)
- Целомудрие — (лат. Castitas, башня, попрание ногами вепря-Распутства, покрывало-вуаль на лице, голуби; горностаевый мех при триумфе Целомудрия, щит для защиты от стрел Купидона)

## Группы понятий
- Века человеческие:
  - Золотой век (люди в «эдеме» без инструментов; женщина, коронованная цветами с ульем и оливковой ветвью)
  - Серебряный век (земледельцы, фигура Справедливости; женщина с плужным лемехом и охапкой колосьев)
  - Железный век (воины нападают на женщин и детей, грабеж, пожар города; женщина с оружием и щитом со змеей с человеческим лицом — символом лживости)
- Времена суток

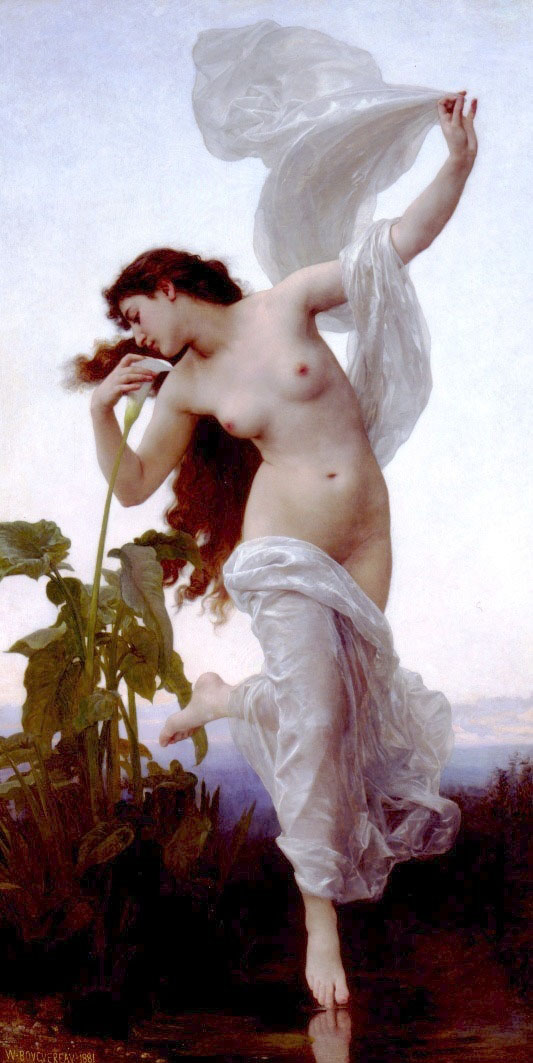
Бугро. «Рассвет»
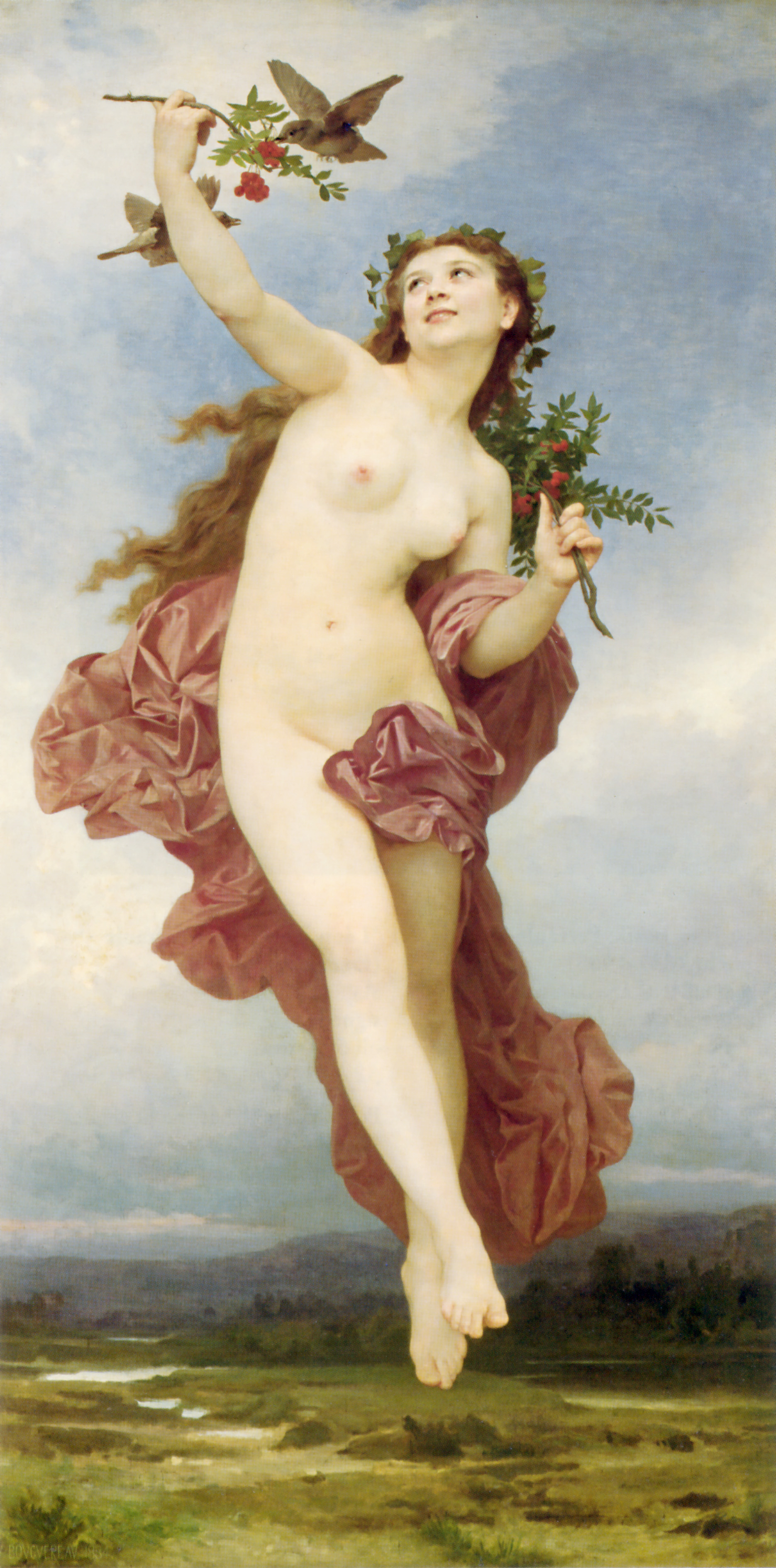
Бугро. «День»
Педру Америку. «Ночь»

- Возраст человеческий (ассоциируется с 4 временами года)
  - Детство (резвящиеся дети)
  - Молодость (любовники). Спутники Юности — Любовь и Глупость (шут)
  - Зрелость (воин в доспехах или с компасом)
  - Старость (старик, держащий череп — ванитас)
- Добродетели.
  - Четыре главные добродетели:
    - Благоразумие / мудрость (лат. Sapientia, женщина со змеей и зеркалом, компас, книга, олень, два лица Януса, смотрящего одновременно в прошлое и будущее, трехглавое чудовище с головой волка и других животных)
    - Справедливость (весы, меч, встреча с фигурой Мира)
    - Храбрость / мужество (лат. Fortitude, воин, Минерва, Беллона, шлем, щит с изображением льва или быка, гераклова львиная шкура)
    - Умеренность

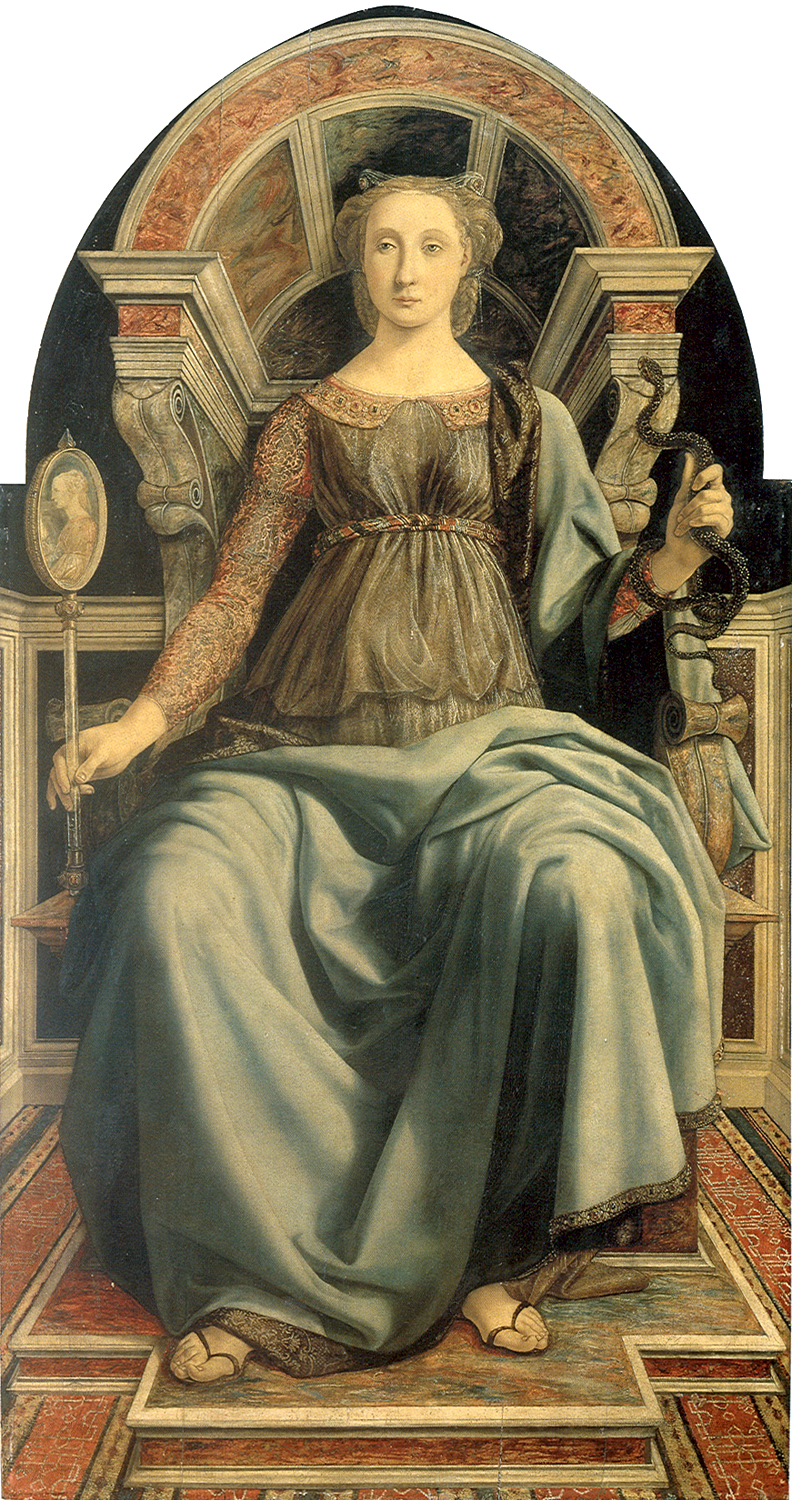
Полайоло. Аллегория Благоразумия
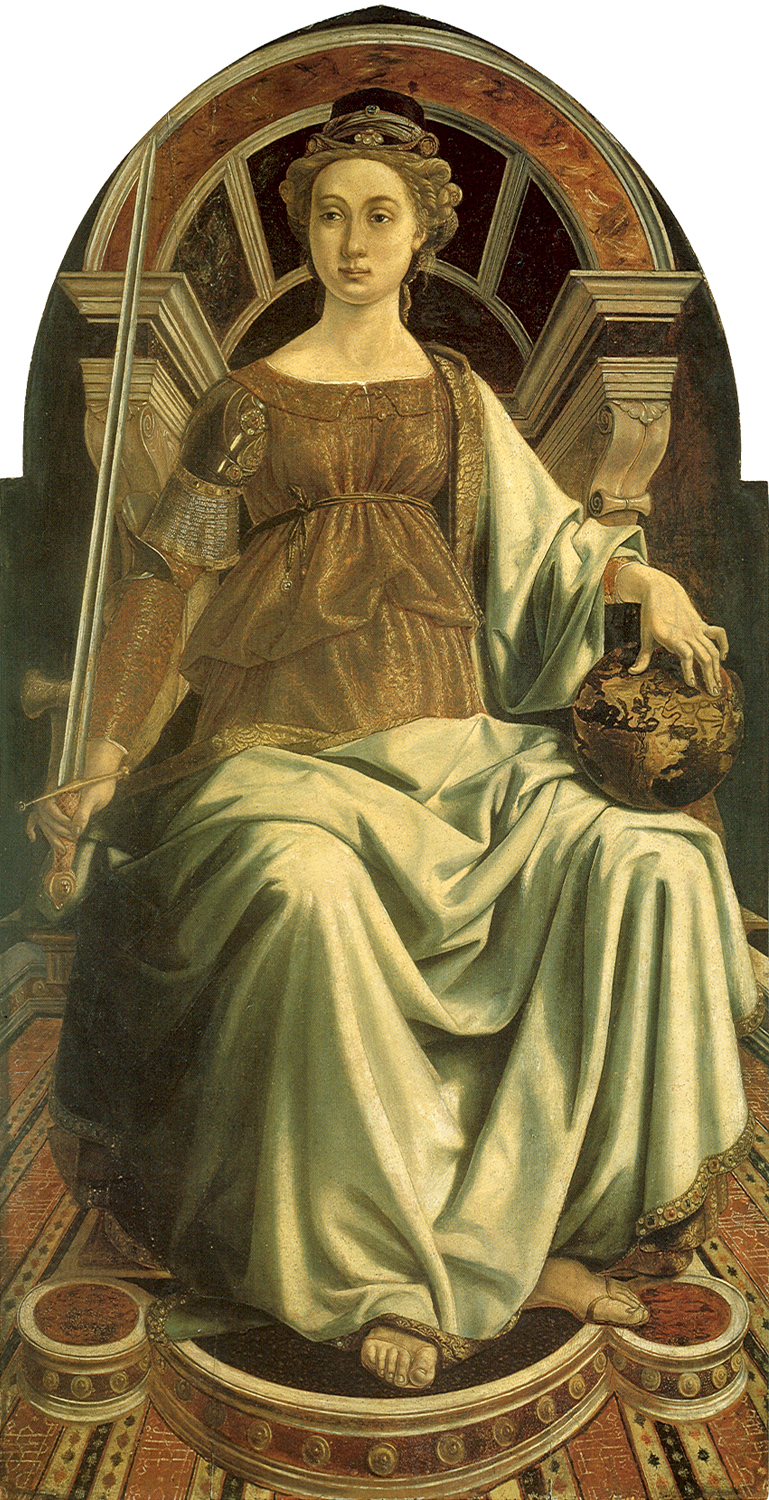
Полайоло. Аллегория Справедливости
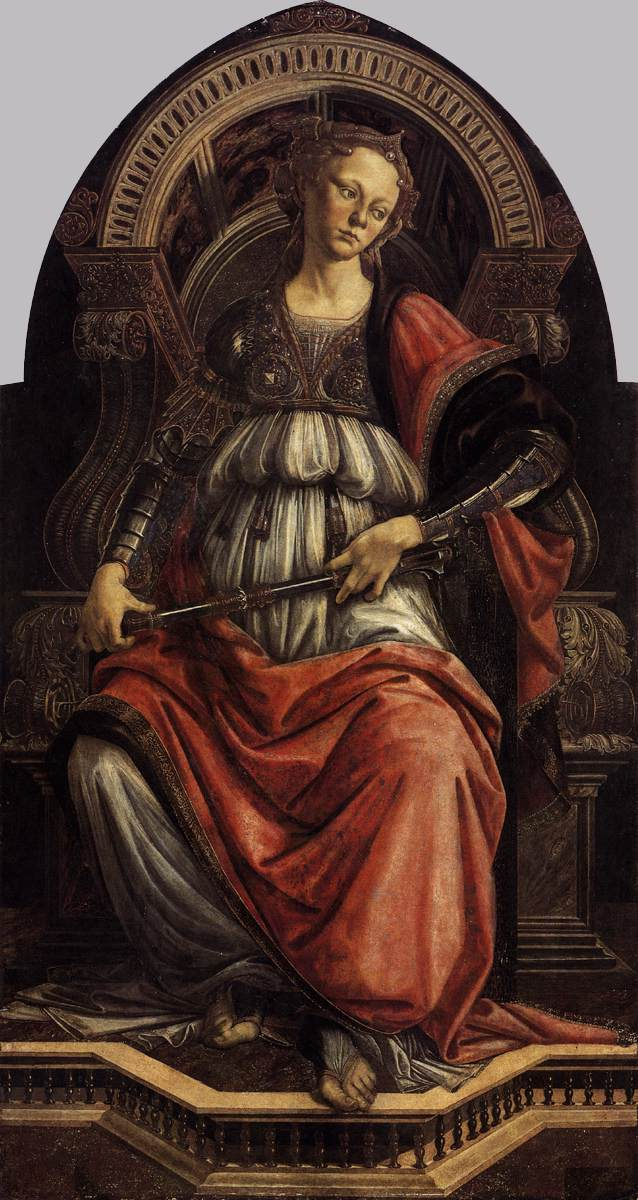
Боттичелли. Аллегория Храбрости
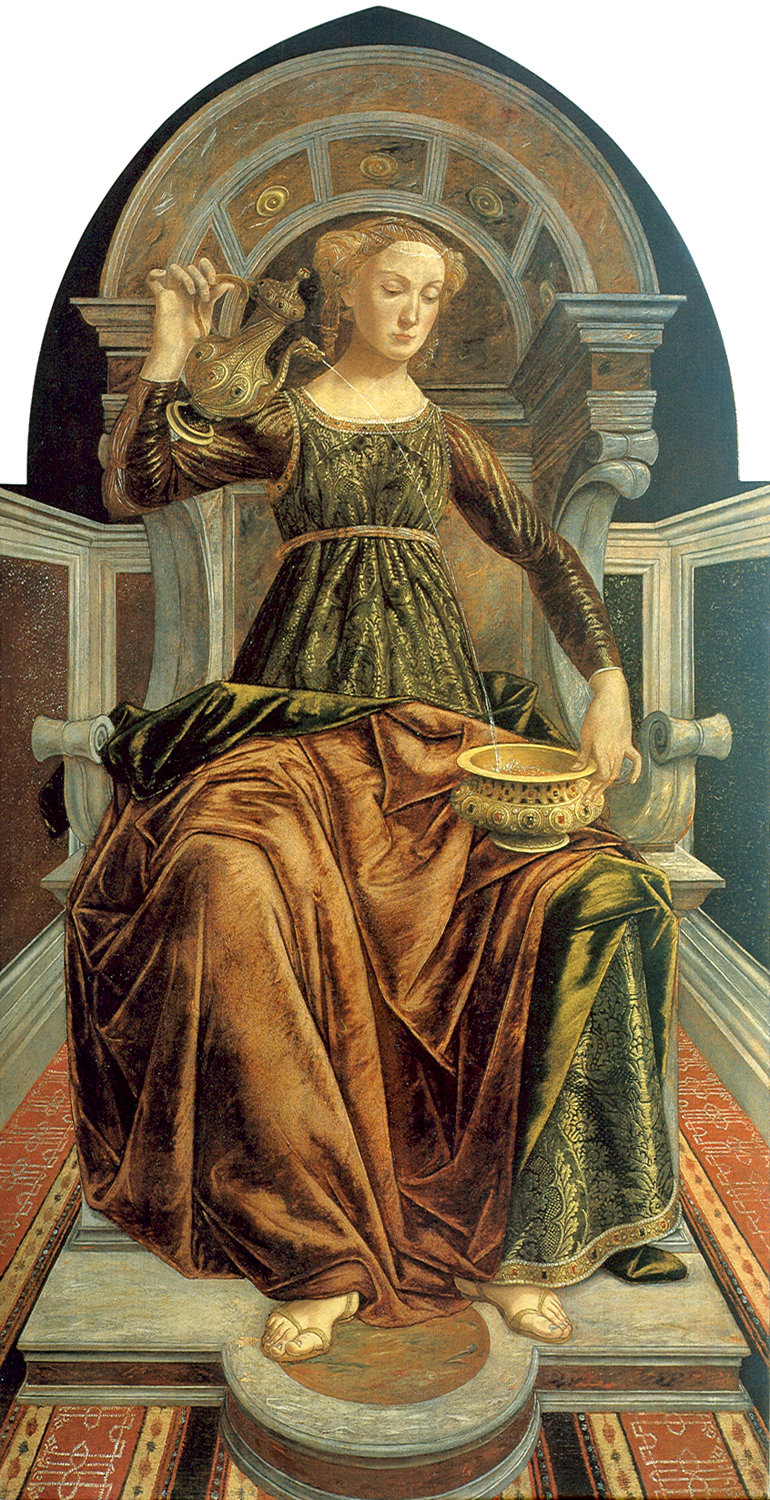
Полайоло. Аллегория Умеренности

- - Три христианские добродетели («теологические добродетели»:
    - Вера (лат. Fides, крест и чаша, купель, нога стоит на кубе, свеча, шлем, рука на груди)
    - Надежда (ворона, якорь)
    - Любовь, она же Милосердие (лат. Caritas, Misericordia, ваза с языками пламени, свеча; нищий наделяемый одеждой, сердце, рог изобилия, корзина с фруктами, женщина с 2 младенцами, пеликан, раздирающий себе грудь)

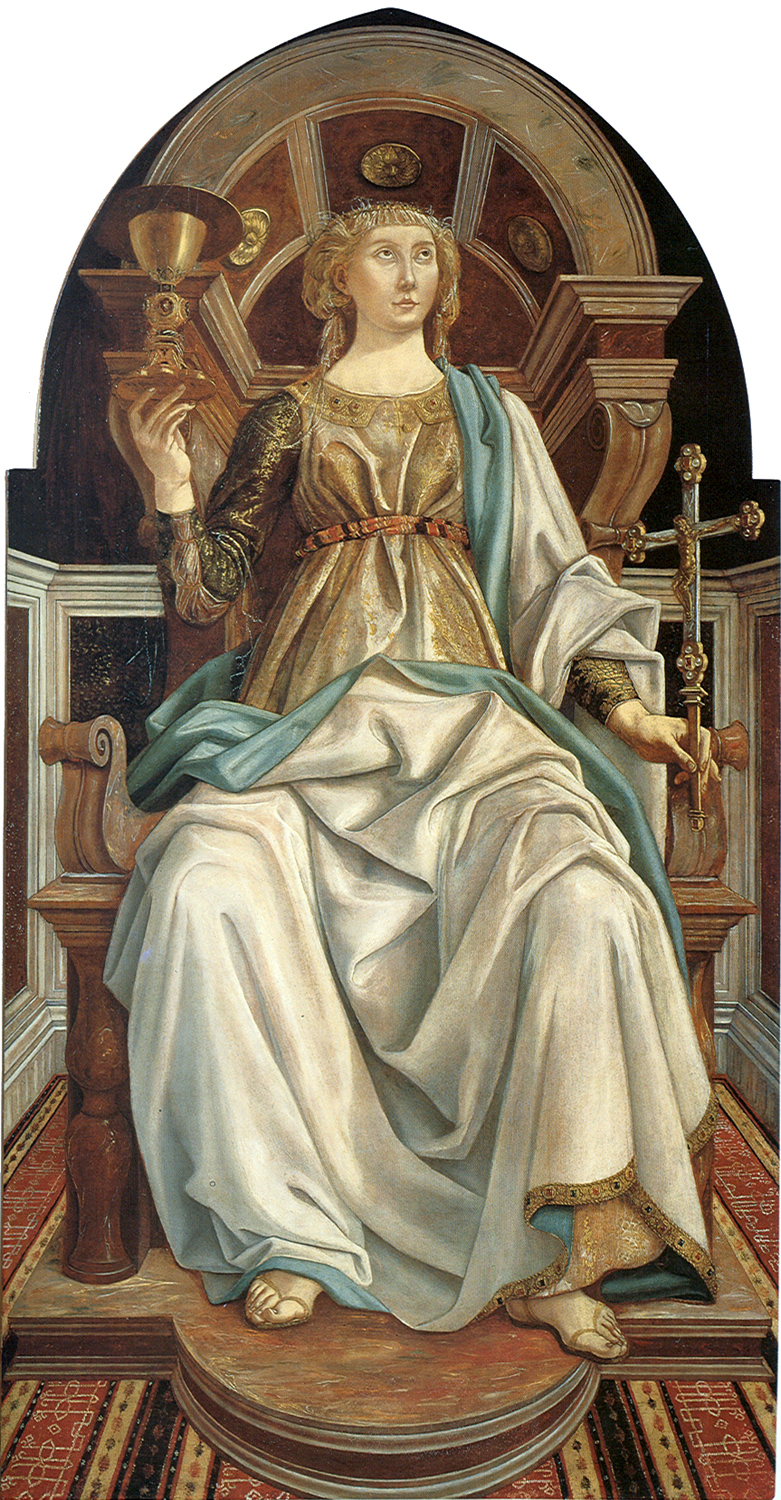
Полайоло. Аллегория Веры
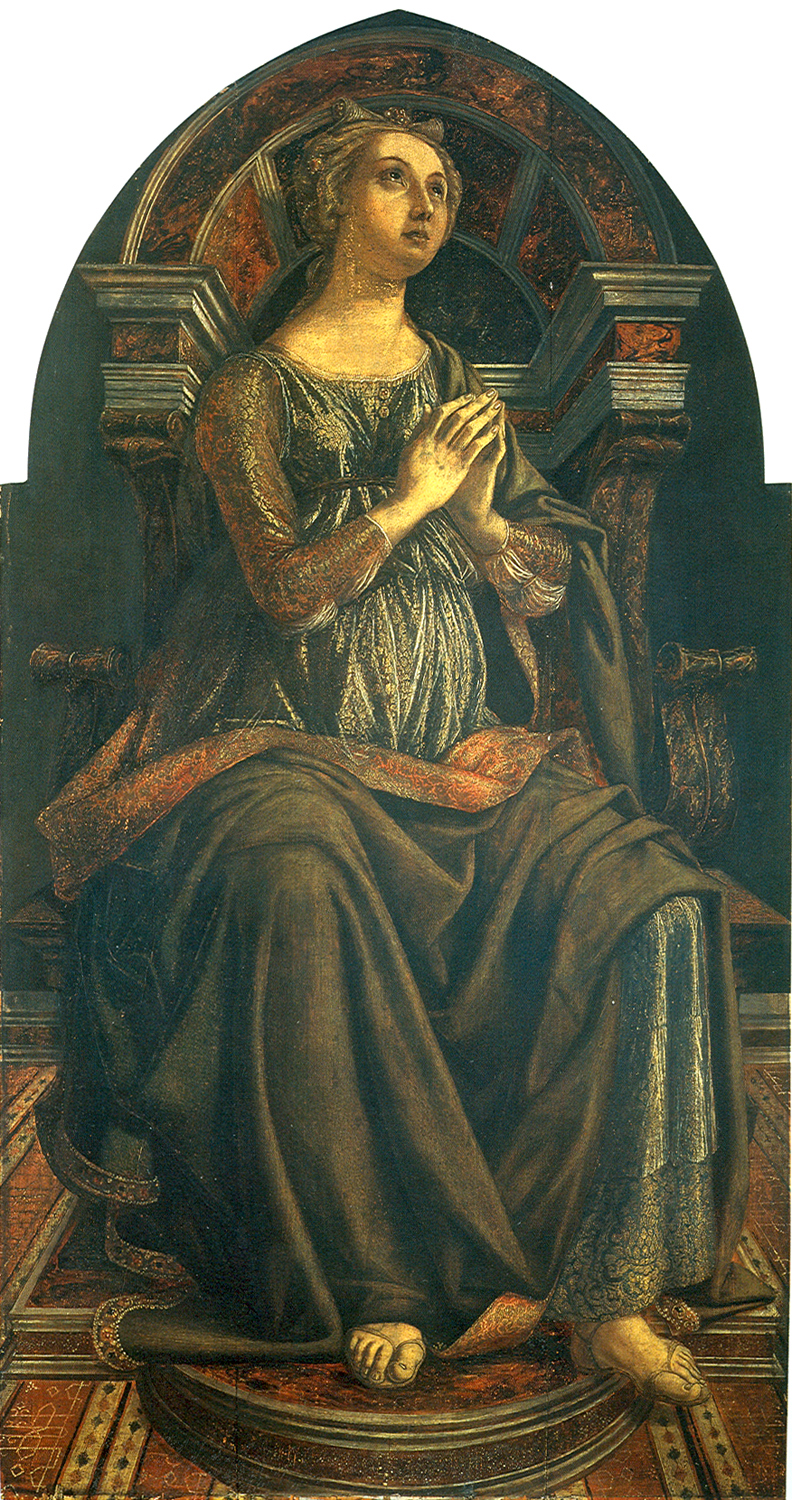
Полайоло. Аллегория Надежды
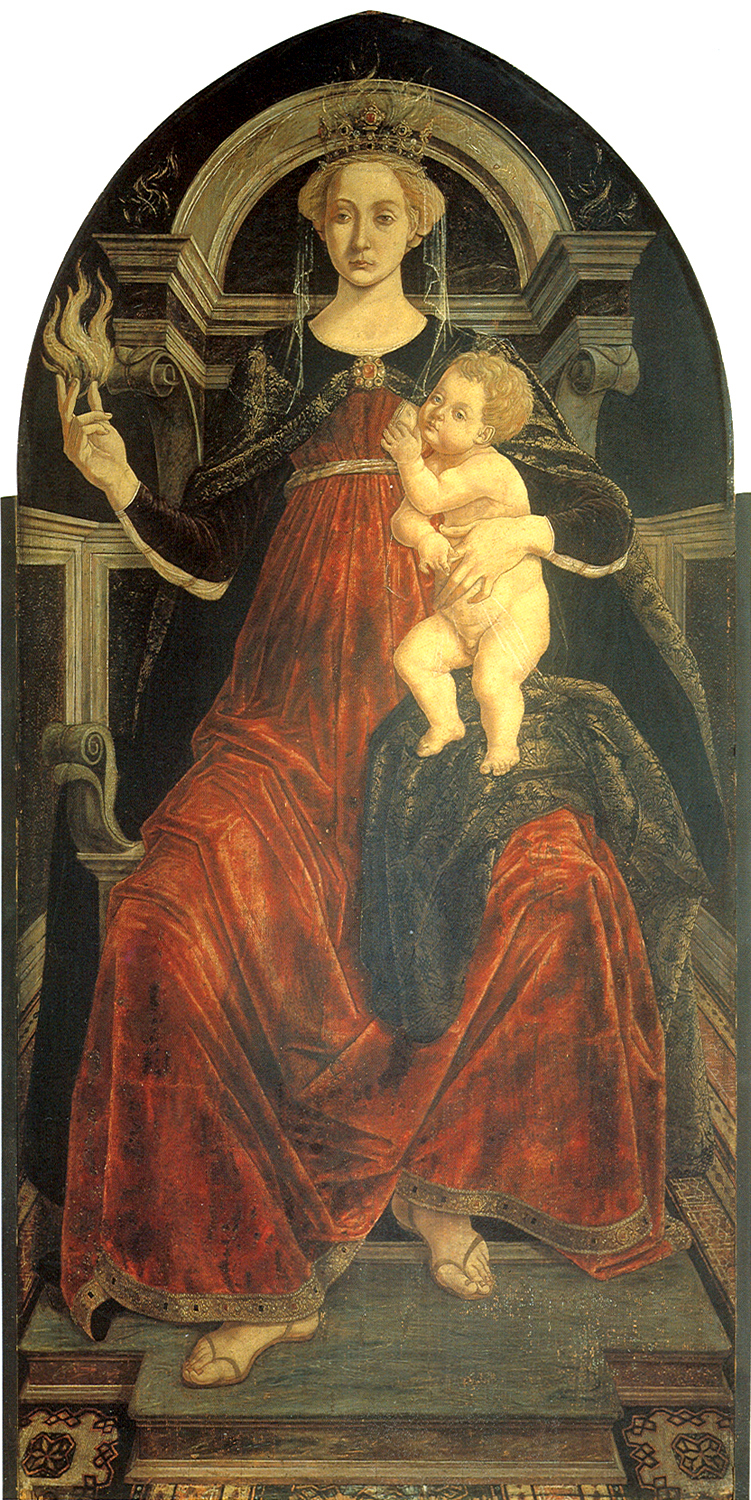
Полайоло. Аллегория Любви

- Пороки
  - Идолопоклонство (мужчина, поклоняющийся обезьяне, или с веревкой на шее)
  - Распутство/Порок (лат. Libido, Luxuria), вепрь, воробей в руках девушки, нагота, дудка сатира, тамбурин, маски, игральные карты — символ праздности, плётка и кандалы — символ наказания, пара голубей — птиц Венеры, обезьяна)
  - Чревоугодие (лат. Gula, толстяк, обжора, рвота, блюдо с фруктами, виноградная лоза, венок из неё, жадный волк, свинья, медведь, ёж)
  - Леность (вол)
  - Гнев (лат. Ira, разгневанный мужчина/разбойник/условная женская фигура, с оружием нападающий на младенца/монаха)
- Четыре стихии/элемента:
  - Огонь (бог Вулкан)
  - Земля
  - Вода
  - Воздух (Юнона, потому что была подвешена в небе; юноши и девушки с игрушечными ветряными мельницами,)
- Пять чувств:
  - Зрение
  - Обоняние (ваза)
  - Слух
  - Вкус (обезьяна с яблоком во рту)
  - Осязание (горностаевый мех)
- Семь свободных искусств:
  - Грамматика
  - Логика (Аристотель, весы, расцветшая ветвь, ящерица)
  - Риторика (щит)
  - Арифметика (абак)
  - Геометрия
  - Музыка (виола)
  - Астрономия
  - плюс их матерь Философия — по описанию Боэция: скипетр, книги (обычно две: Moralis и Naturalis («Моральный (закон)» и «Естественный / Природный (закон)»), корона. На свитке надпись Causarum cognitio. Одежда может быть украшено внизу цветами, посредине рыбой, вверху звездами: аллюзия на 3 ветви философии (мораль, естественная природа и созерцание = 3 элемента Земля, Вода, Воздух). Ногами может стоять на шаре, чтобы указать на своё господство над миром.
- Семь смертных грехов:
  - Гордыня (лат. Superbia, всадник, падающий со своего коня; женская фигура со львом и орлом, павлином и зеркалом)
  - Зависть (лат. Invidia, терзание сердца змеей)
  - Чревоугодие (Обжорство), см. выше, Чревоугодие
  - Блуд (Похоть) — см. выше, Распутство
  - Гнев (Злоба)
  - Алчность, Жадность, Скупость (мешок денег, кошелек, сундук, гарпии с золотыми яблоками/шарами)
  - Уныние
- Четыре времени года:
  - Зима
  - Весна (лат. Primavera, любовники)
  - Лето (Флора)
  - Осень (виноград)
- Четыре темперамента
  - Гнев (лев)
  - Сангвиники (обезьяна)
- Четыре части света:
  - Азия (верблюд)
  - Европа (оружие)
  - Америка (голова, пронзенная копьем, у ног женщины-воительницы)
  - Африка
- Двенадцать месяцев
- Двенадцать знаков зодиака